# Pangeran Gedungan
Pangeran Gedungan is een bestuurslaag in het regentschap Bangkalan van de provincie Oost-Java, Indonesië. Pangeran Gedungan telt 1808 inwoners (volkstelling 2010).